# Каталина (порноактриса)
Каталина (англ. Catalina, род. 1 июля 1978 года, Лос-Анджелес, США) — американская порноактриса, лауреатка премии XRCO.

## Ранняя жизнь
Родилась в Калифорнии. Имеет мексиканские корни.

## Карьера

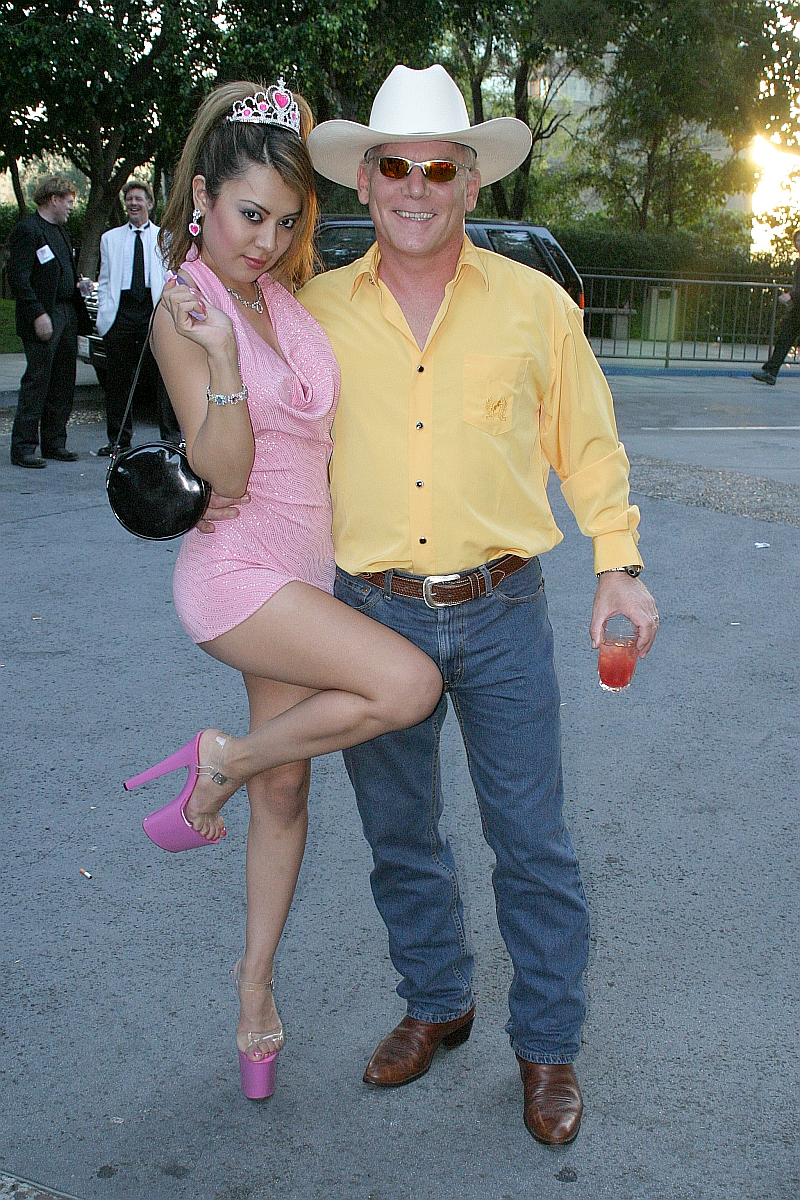
Каталина и Макс Хардкор

Каталина дебютировала в порноиндустрии в 2000 году и снялась почти в 300 фильмах. Первой сценой Каталины стали съёмки в Max Extreme 16 с Максом Хардкором, её частым партнёром по кино и бойфрендом в то время. Также она появилась в Pure Max 16, Fists of Fury 3, Extreme Schoolgirls 6 и Golden Guzzlers 6, четырёх фильмах Макса. Её веб-сайт, www.catalinaxxx.com, был конфискован правительством США в результате признания Хардкора виновным.
Каталина вела передачу под названием Porn Star 101 на ныне несуществующей радиостанции для взрослых KSEX радио. Передача была ориентирована на порноактрис, и в ней Каталина давала советы о том, как добиться успеха в порноиндустрии.
Каталина появилась в эпизоде американского реалити-шоу «Пятое колесо» (The 5th Wheel), который транслировался 19 февраля 2003 года.

## Награды и номинации
| Год  | Церемония  | Результат | Номинация                                                 | Работа         |
| ---- | ---------- | --------- | --------------------------------------------------------- | -------------- |
| 2003 | XRCO Award | Победа    | Super Slut                                                | н/д            |
| 2004 | AVN Award  | Номинация | Лучшая анальная сцена — видео (вместе с Максом Хардкором) | Max Faktor 6   |
| 2005 | AVN Award  | Номинация | Лучшая лесбийская сцена — видео (вместе с Белладонной)    | The Connasseur |